# Krishnanagar
Krishnanagar là một thành phố và khu đô thị của quận Nadia thuộc bang Tây Bengal, Ấn Độ.

## Địa lý
Krishnanagar có vị trí 23°24′B 88°30′Đ / 23,4°B 88,5°Đ Nó có độ cao trung bình là 14 mét (45 feet).

## Nhân khẩu
Theo điều tra dân số năm 2001 của Ấn Độ, Krishnanagar có dân số 139.070 người. Phái nam chiếm 51% tổng số dân và phái nữ chiếm 49%. Krishnanagar có tỷ lệ 79% biết đọc biết viết, cao hơn tỷ lệ trung bình toàn quốc là 59,5%: tỷ lệ cho phái nam là 83%, và tỷ lệ cho phái nữ là 75%. Tại Krishnanagar, 9% dân số nhỏ hơn 6 tuổi.